# Escuela Secundaria Cape Fear

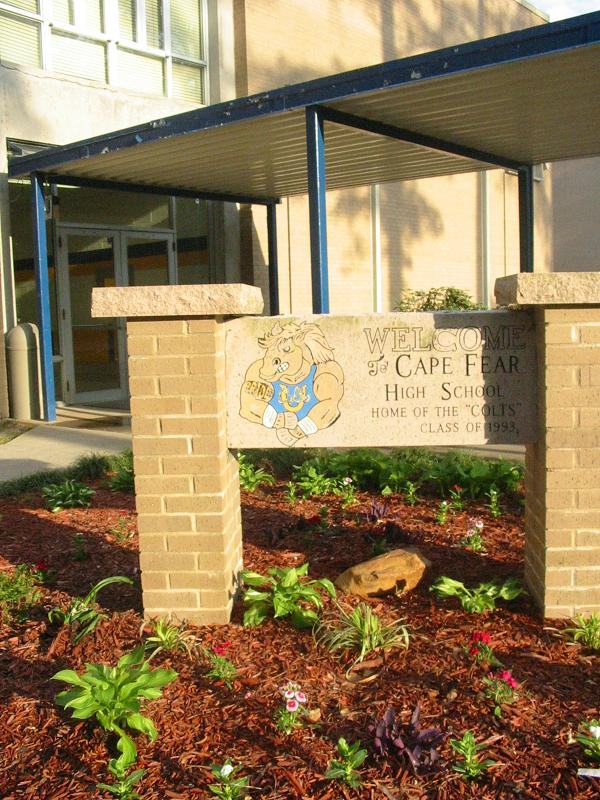
Entrada a la Secundaria Cape Fear

La Escuela Secundaria Cape Fear (traducido en español como "Cabo de Miedo") es un colegio estadounidense público, ubicado en la región noreste del condado de Cumberland, Carolina del Norte.
A partir de 2005, alrededor de 1500 estudiantes están matriculados en los grados 9-12. Cape Fear se encuentra en Vander, Carolina del Norte.